# Ferdinand Desmazieres
Ferdinand Desmazieres, francoski general, * 4. junij 1881, † 19. november 1972.